# Міхал Балінський
Мі́хал Балі́нський (пол. Michał Baliński, лит. Mykolas Balinskis; 14 серпня 1794, Тересполь біля Полоцька — 22 грудня 1863 (за новим стилем 3 січня 1864), Вільно, нині Вільнюс) — польський історик, публіцист, громадський діяч. Автор праці (у співавторстві з Тимотеушом Ліпінським) «Старожитня Польща з погляду історичного, географічного та статистичного» (три томи в чотирьох частинах; Варшава, 1843—1846).

## Біографія
Народився 14 серпня 1794 року в родовому маєтку в Тересполі поблизу Полоцька. Батько — інфляндський сотник Ігнацій Балінський, матір — дружина батька Анна з Корсаків.
Закінчив гімназію та університет у м. Вільно. Його вчителями, зокрема, були Йоахім Лелевель та Ігнатій Данилович.
Дружина — Зофія Снядецька, небога Яна Снядецького.

## Твори
- Rys życia Jana Śniadeckiego: (wyjątek z Kuryera Lit.) (1830)
- Wspomnienia o Janie Śniadeckim[недоступне посилання з квітня 2019] (1830)
- Opisanie statystyczne miasta Wilna (1835)
- Historya miasta Wilna Tom 1 (1836) Tom 2 (1836)
- Pamiętniki o królowej Barbarze, żonie Zygmunta Augusta Tom 1 (1837) Tom 2 (1840)
- Fundacya zakonu i kościoła XX. Kapucynów w Warszawie (1840)
- Wspomnienie jednego dnia wędrówki po kraju (1841)
- Historya polska (1844)
- Starożytna Polska pod względem historycznym, jeograficznym i statystycznym opisana Tom 1 (1843) Tom 2 Czesc 1 (1844) Tom 2 Czesc 2 [Архівовано 11 липня 2020 у Wayback Machine.] (1845) Tom 3 (1846)
- Studia historyczne Michała Balińskiego[недоступне посилання з квітня 2019] (1856)
- Pamiętniki historyczne do wyjaśnienia spraw publicznych w Polsce XVII wieku posługujące, w dziennikach domowych Obuchowiczów i Cedrowskiego pozostałe (1859)
- Dawna Akademia Wileńska: próba jéj historyi: od założenia w roku 1579 do ostatecznego jéj przekształcenia w roku 1803 [Архівовано 5 березня 2016 у Wayback Machine.] (1862)